# جزيرة مالطا
جزيرة مالطة أو جزيرة مالطا هي أكبر الجزر الثلاثة في الأرخبيل الذي يكون جمهورية مالطا. مالطا تقع في منتصف البحر المتوسط شمال ليبيا وجنوب إيطاليا، مساحتها 264 كم². وعاصمتها فاليتا، المنظر العام للجزيرة يعرف بواسطة التلال مع الحقول المجاورة للتلال.

## المناخ
يظهر الجدول التالي التغييرات المناخية على مدار السنة لجزيرة مالطا:
| البيانات المناخية لـجزيرة مالطا                     | البيانات المناخية لـجزيرة مالطا | البيانات المناخية لـجزيرة مالطا | البيانات المناخية لـجزيرة مالطا | البيانات المناخية لـجزيرة مالطا | البيانات المناخية لـجزيرة مالطا | البيانات المناخية لـجزيرة مالطا | البيانات المناخية لـجزيرة مالطا | البيانات المناخية لـجزيرة مالطا | البيانات المناخية لـجزيرة مالطا | البيانات المناخية لـجزيرة مالطا | البيانات المناخية لـجزيرة مالطا | البيانات المناخية لـجزيرة مالطا | البيانات المناخية لـجزيرة مالطا |
| الشهر                                               | يناير                           | فبراير                          | مارس                            | أبريل                           | مايو                            | يونيو                           | يوليو                           | أغسطس                           | سبتمبر                          | أكتوبر                          | نوفمبر                          | ديسمبر                          | المعدل السنوي                   |
| --------------------------------------------------- | ------------------------------- | ------------------------------- | ------------------------------- | ------------------------------- | ------------------------------- | ------------------------------- | ------------------------------- | ------------------------------- | ------------------------------- | ------------------------------- | ------------------------------- | ------------------------------- | ------------------------------- |
| متوسط درجة الحرارة الكبرى °م (°ف)                   | 16.1 (61.0)                     | 16.0 (60.8)                     | 17.8 (64.0)                     | 20.0 (68.0)                     | 24.2 (75.6)                     | 28.5 (83.3)                     | 31.5 (88.7)                     | 31.8 (89.2)                     | 28.4 (83.1)                     | 25.2 (77.4)                     | 21.0 (69.8)                     | 17.5 (63.5)                     | 23.16 (73.69)                   |
| المتوسط اليومي °م (°ف)                              | 13.2 (55.8)                     | 13.0 (55.4)                     | 14.6 (58.3)                     | 16.7 (62.1)                     | 20.4 (68.7)                     | 24.4 (75.9)                     | 27.2 (81.0)                     | 27.7 (81.9)                     | 25.0 (77.0)                     | 21.9 (71.4)                     | 18.0 (64.4)                     | 14.7 (58.5)                     | 19.73 (67.51)                   |
| متوسط درجة الحرارة الصغرى °م (°ف)                   | 10.3 (50.5)                     | 9.9 (49.8)                      | 11.3 (52.3)                     | 13.3 (55.9)                     | 16.6 (61.9)                     | 20.3 (68.5)                     | 22.8 (73.0)                     | 23.6 (74.5)                     | 21.6 (70.9)                     | 18.6 (65.5)                     | 15.0 (59.0)                     | 11.9 (53.4)                     | 16.26 (61.27)                   |
| الهطول مم (إنش)                                     | 94.7 (3.73)                     | 63.4 (2.50)                     | 37.0 (1.46)                     | 26.3 (1.04)                     | 9.2 (0.36)                      | 5.4 (0.21)                      | 0.2 (0.01)                      | 6.0 (0.24)                      | 67.4 (2.65)                     | 77.2 (3.04)                     | 108.6 (4.28)                    | 107.7 (4.24)                    | 603.1 (23.74)                   |
| متوسط أيام هطول الأمطار                             | 15                              | 12                              | 9                               | 6                               | 3                               | 1                               | 0                               | 1                               | 5                               | 9                               | 13                              | 16                              | 90                              |
| ساعات سطوع الشمس الشهرية                            | 169.3                           | 178.1                           | 227.2                           | 253.8                           | 309.7                           | 336.9                           | 376.7                           | 352.2                           | 270.0                           | 223.8                           | 195.0                           | 161.2                           | 3٬053٫9                         |
| المصدر: maltaweather.com (Meteo Malta & MaltaMedia) |                                 |                                 |                                 |                                 |                                 |                                 |                                 |                                 |                                 |                                 |                                 |                                 |                                 |

## وصلات خارجية
- الدليل السياحي لمالطة
- معلومات عن التراث المالطي